# Ernst Lehnhardt
Ernst Lehnhardt (* 26. April 1924 in Crivitz; † 1. Dezember 2011 in Hannover) war ein deutscher Mediziner (HNO-Arzt, insbesondere Audiologie) und Chirurg.

## Leben
Lehnhardt war der Sohn des Pfarrers in Crivitz und studierte nach Wehrdienst im Zweiten Weltkrieg an der Ostfront Medizin an der Christian-Albrechts-Universität Kiel mit der Promotion 1950 und anschließend Zahnmedizin an der Universität Rostock mit der Promotion 1953. Danach absolvierte er die Facharztausbildung zu HNO-Arzt in Rostock bei Walter Hesse und habilitierte sich dort 1959 über Lärmschwerhörigkeit des Innenohrs. Er war ab 1960 Oberarzt an der Charité bei Konrad Fleischer in Berlin. Nach dem Mauerbau flüchtete er 1961 in den Westen und wurde Oberarzt bei Rudolf Link am Universitätsklinikum Hamburg-Eppendorf. 1968 wurde er Professor an der Medizinischen Hochschule Hannover, wo er die HNO-Klinik aufbaute und leitete und 1993 in den Ruhestand ging.
Lehnhardt leistete grundlegende Beiträge zur modernen Hördiagnostik (Audiometrie) und schrieb darüber ein Lehrbuch und deutschsprachiges Standardwerk (ursprünglich von Bernhard Langenbeck, von Lehnhardt ab 1970 fortgeführt).
An der MHH war er für die Weiterentwicklung und Etablierung der Cochlea-Implantate in den 1980er Jahren verantwortlich und damit ein Pionier in Deutschland und auch in Europa insgesamt (ursprünglich kam das Verfahren aus Australien). 1990 gründete er an der MHH das erste Cochlear Implantat Zentrum weltweit.
1965 hielt er das Hauptreferat auf dem deutschen HNO-Kongress über berufliche Lärmschäden im Innenohr und 1984 über die Klinik der Innenohrschwerhörigkeit. Von ihm wurde der Begriff Hörsturz in die deutschsprachige Literatur eingeführt (1958).
1969 bis 1973 war er Vorsitzender der Arbeitsgemeinschaft Deutscher Audiologen und Neurootologen und 1989 bis 1993 Präsident der Deutschen Gesellschaft für HNO-Heilkunde, Kopf- und Halschirurgie, deren Ehrenmitglied er 1996 wurde. Er ist Träger des Großen Verdienstkreuzes des Verdienstordens der Bundesrepublik Deutschland und des Bundesverdienstkreuzes am Bande. Er ist Ehrendoktor der Universitäten Rostock und Posen und Ehrenbürger von Crivitz.
Er war über zehn Jahre lang Schriftleiter der Zeitschrift HNO. Er verfasste bis ins hohe Alter (zuletzt 2005) über 130 wissenschaftliche Veröffentlichungen.

## Schriften
- Praxis der Audiometrie, 9. Auflage, mit Roland Laszig und Beiträgen von Gerhard Hesse, Thieme 2009 (ursprünglich von Langenbeck, ab der 4. Auflage 1970 von Lehnhardt fortgeführt)
- HNO-Heilkunde für Zahnmediziner, Thieme 1992
- Clinical aspects of inner ear deafness, Springer Verlag 1986
- Die Klinik der Innenohrschwerhörigkeiten, Archiv Oto-Rhino-Laryngologie, Supplement 1, 1984, S. 58–218
- Die Berufsschäden des Ohres, Archiv Oto-Rhino-Laryngologie, Band 185, 1965, S. 11